# 中原大戦
中原大戦（ちゅうげんたいせん）とは、1930年に、蔣介石が率いる中国国民党（南京国民政府）と、いくつかの地域的軍閥の間で起こった中華民国の内戦である。中原会戦（ちゅうげんかいせん）、または、中原戦争（ちゅうげんせんそう）と呼ぶこともある。
この戦争は、中国の湖南省、山東省、安徽省およびその他の中原地方にまたがる地域で、南京政府側30万人、軍閥同盟側70万人の兵力が参加した軍閥時代で最大の戦争である。

## 背景

### 蔣介石の台頭
国民党における蔣介石の地位は、当初は胡漢民や汪兆銘のような党幹部と比べれば低かった。蔣介石は1917年の護法運動、広東政府の成立の間に軍事的才能を発揮したことで飛躍を始めた。1923年に広州で陳炯明が孫文に対して反乱を起こしたことで転機が訪れた。このとき蔣介石は孫文の広州からの退却を助けたことで、孫文から目をかけられるようになった。
1925年の孫文の死後、国民党内の勢力争いが表面化しはじめた。蔣介石と汪兆銘の間の権力闘争によって国民党は分裂した。蔣介石は、黄埔軍官学校の校長としての影響力を用いることができ、最終的には党の指導者の地位を引き継ぎ、汪兆銘は海外への逃亡を余儀なくされた。

### 中国の再統一 (1928年)
1926年、蔣介石は新たに創設された国民革命軍の最高司令官に形式的に就任し、北伐を開始した。北伐の過程で、蔣介石は馮玉祥、閻錫山、李宗仁の軍閥と同盟を結んだ。
張学良の父張作霖が日本の関東軍によって暗殺された後、張学良が南京政府に対し奉天派の忠誠を宣言（易幟）したことにより、1928年に南京政府の下に中国が再統一されて北伐は終わった。

## 中原大戦までの経過

### 北伐後の軍縮会議
1928年に完了した北伐は、中国国民党単独で成し遂げたものではなく、各地の軍閥を抱き込むことにより成し遂げられた側面が強かった。その結果、北伐後の国民政府は、軍閥連合的な色彩の政府（国民政府の軍は、軍閥の寄せ集めであった）となり、その中での中国国民党の立場は弱いものであった。
国民革命軍は、北伐後、地方軍閥の軍隊を組み入れて、4軍団に改編された。第1軍団（中央軍とも呼ばれる）は黄埔派で形成され、蔣介石自身が直接指揮した。第2軍団は、馮玉祥が率いる国民軍（西北派とも呼ぶ）の部隊で構成されていた。第3軍団は山西派の閻錫山が率い、第4軍団は新広西派の李宗仁が率いた。
中華民国の最高指導者となった蔣介石は、中国国民党および自己の権力を強大化させるため、1929年1月に軍の整理を開始した。これは、旧軍閥の兵士を削減することにより、軍閥の影響力を失わせ、蔣介石側の勢力の巻き返しを図ろうとするものであった。

### 反蔣同盟
1929年の軍縮会議後、北伐に協力した軍閥は危機感を覚えた。この軍縮には国民党内の様々な派閥が反対したことから、中国が再統一されて間もなく、再び内部抗争が始まった。蔣介石に反旗を翻した主要な軍閥は、閻錫山・馮玉祥・李宗仁の3人（いずれも北伐において大きな活躍をしている）であった。
1929年3月には新広西派の李宗仁、白崇禧、黄紹竑が蔣介石との関係を絶った。実質的にみて、この時から軍閥指導者たちと南京政府の間の対立が始まった。同年5月、西北派の馮玉祥も蔣介石と衝突した。同年11月、李宗仁は汪兆銘と共に反蔣同盟を宣言した。同年12月、国民革命軍の唐生智と張発奎が反蔣同盟への支援を表明した。南京政府は、反蔣同盟に加わったことを理由として汪兆銘を党から追放する対応をとった。反蔣同盟は、南京政府には従わない意思を示すため、北平に新しい国民政府を樹立した。
1930年2月、山西派の閻錫山は蔣介石の国民党からの辞任を要求したが、拒絶された。その後同月、閻錫山は反蔣同盟の指導的地位を継承し、馮玉祥と李宗仁の支援も得た。一方、張学良は蔣介石への「忠誠」を維持する道を選んだ。

### 蔣介石側の同盟
南京政府は、中国西北部の甘粛省の回族(イスラム教徒)の支援を受けた。この地域はもともと西北軍の影響範囲にあったが、1928年には馬廷勷、馬仲英、馬福祥ら影響力のあるイスラム教徒のリーダー(馬家軍)が馮玉祥との関係を絶った。中国の回教徒は中原大戦を通じて南京政府側に立ち、馮玉祥の西北軍を西方から脅かし、西北軍を引き付けて中原に行けなくする役割を果たした。

### 戦争準備

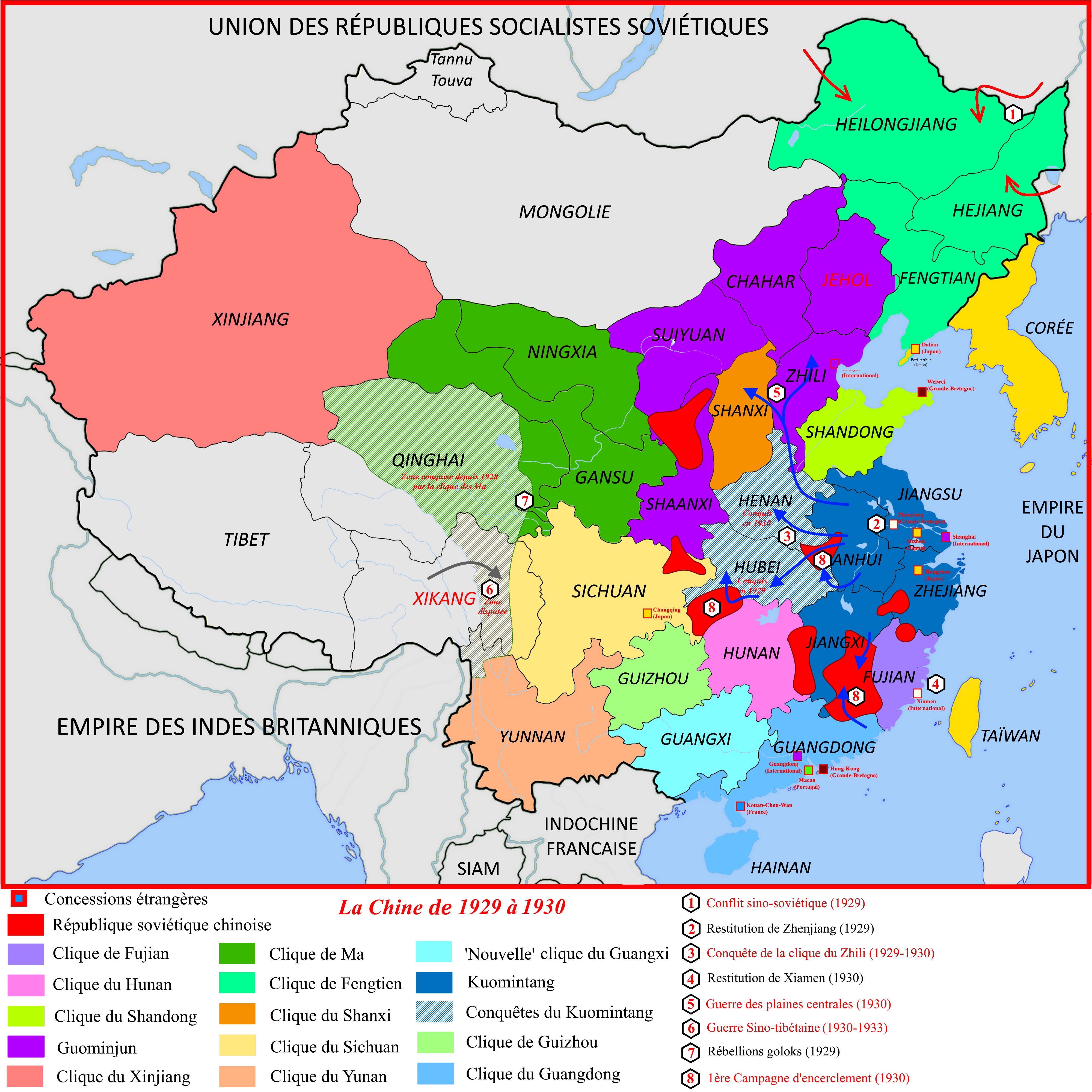
蔣介石

反蔣同盟は、複数のルートから南京政府へ進攻することを計画した。李宗仁は、広西軍を率いて、武漢の蔣介石の拠点を脅かすために湖南省へ進撃する計画とした。馮玉祥は西北軍を率いて河南省から山東省へ進軍して徐州を攻撃しつつ、武漢にも圧力をかける計画とした。閻錫山は山西軍を率いて、西北軍と共同で徐州を攻撃し、徐州を落とした後は南京へ進撃する計画とした。
これらの戦争準備に対抗して、国民党は韓復榘に命じて、山西軍を迎撃するため黄河南岸の防備を固めさせた。予期される攻撃に備えて、国民党の主力軍は徐州に駐屯することとした。

## 戦争の経過

### 蔣介石の攻勢 (1930年5～6月)
1930年5月11日、蔣介石が率いる中央軍は閻錫山および馮玉祥の軍に対して一連の攻勢を開始した。中央軍は隴海線に沿って、徐州から西へ進軍し、5月16日には河南省の開封郊外に達した。5月末、反蔣同盟で最強の西北軍は、甘粛省において陳誠が率いる中央軍と激突した。蔣介石は危うく捕虜になりかけたが脱出した。しかしながら、山西軍が時間通りに到着しなかったため、西北軍は中央軍にさらなる打撃を与えられず、決定的な勝利は得られなかった。甘粛省に蔣介石側の同盟軍がいるため、西北軍はこの勝利の後、防衛のために戻った。開封では、西北軍が蔣介石軍の攻撃を撃退し、多大な損害を与えた。山西軍と西北軍の連合軍は、この後、徐州を攻撃した。これが中原大戦における最大の戦闘であり、両軍合わせて20万人の損害が出た。

### 形勢の変化 (1930年6～9月)
南方の戦線では李宗仁と白崇禧が率いる広西軍が北西に進軍して岳陽を占領したが、蔣介石軍はその後方を遮断することに成功し、遂には広西軍を本拠地まで退却させた。山東省では、山西軍が6月25日に済南を占領した。湖南省で広西軍を破った後、南京政府は山東省の山西軍に対する大規模反攻の開始を決定した。蔣介石軍は青島から進軍して、8月15日には済南を奪還した。山西軍は済南から退却し、黄河渡河中に更に損害を出した。その後、中央軍は甘粛省と陝西省の軍隊を集め、西北軍に対する最終的な攻撃を開始し、その攻撃は8月下旬から9月上旬まで続いた。反蔣同盟の各軍同士の連携不足により、形勢が南京政府側の有利に変わりはじめた。

### 東北軍の介入 (1930年9～11月)
9月18日、張学良と東北軍は中立を破棄して、蔣介石を支持することを宣言した。その数日後、東北軍は山海関を通過して中原に入り、その2日後に北京を占領した。山西軍は黄河の北へ退却し、反蔣同盟の士気が阻喪するに及んで西北軍は崩壊した。10月4日、閻錫山と馮玉祥は共に全ての公職の辞任を発表し、それによって実質的に紛争状態は終了し、南京政府への地方軍閥の挑戦も潰えた。

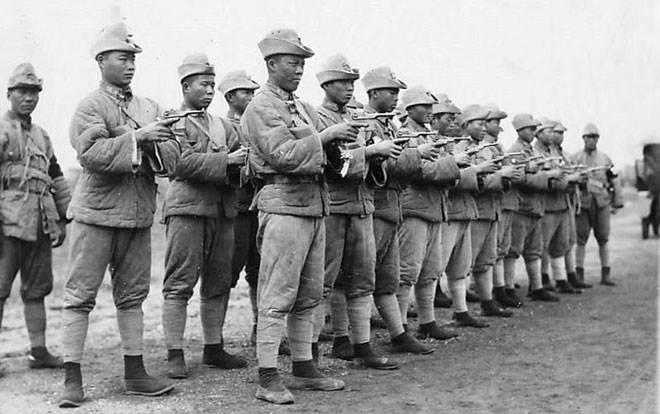
西北軍
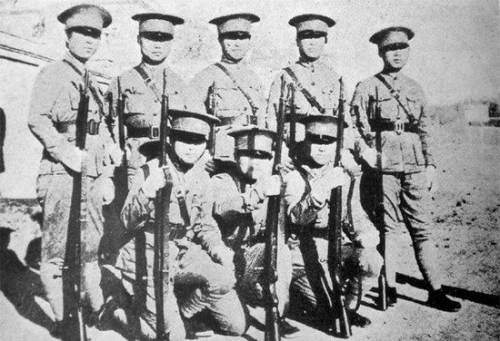
山西軍
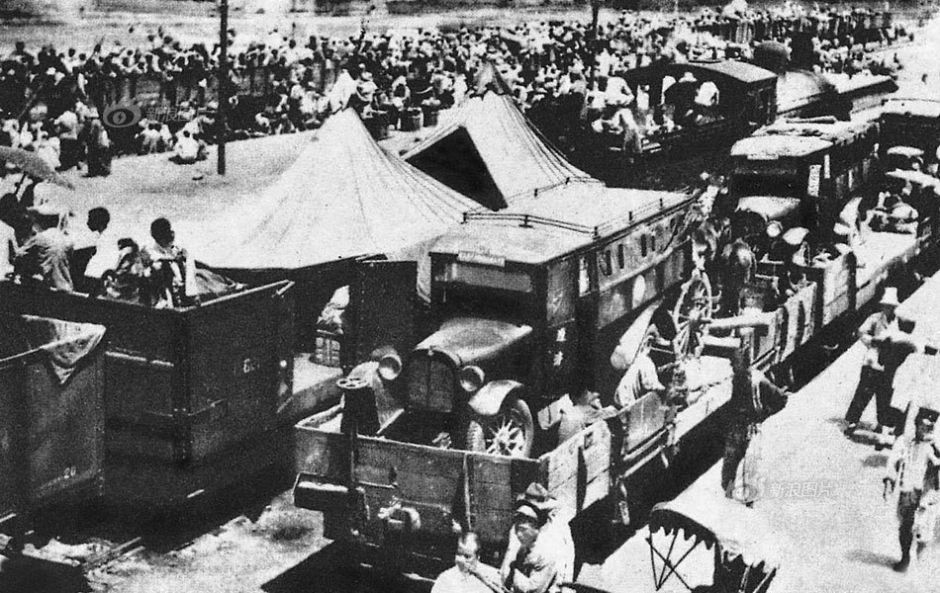
中央軍

## 中原大戦後の経過
中原大戦は、1928年に北伐が終わって以来、中国で起こった最大の武力紛争であった。この戦争は中国の複数の省にまたがる地域で、様々な地方軍閥に属する合わせて100万人以上の兵力が参戦した。
南京の国民政府が勝利を収めたことで、蔣介石は、最大の（しかし、最後ではない）危機を乗り切り、1932年以降の新国民政府成立に向けた大きな一歩を踏み出すことができた。その一方で、この戦争は財政を圧迫し、その後の中国共産党に対する囲剿戦に悪影響を及ぼした。
東北軍が中原に入った後、満洲の防衛がかなり手薄になった。このことが間接的に満洲事変から始まる日本の侵略を誘発した。蔣介石は戦争の中で台頭し、最高指導者としての権力を結集して「練達の軍事指導者」として地位を確立したが、国民党の地域派閥どうしの対立は未解決のままであり、それが後に日中戦争や国共内戦などの様々な問題につながっていく。

## 年表(北伐完了～中原大戦終了まで)
- 1928年6月　北伐完了（北京入城）→12月　易幟
- 1929年
  - 1月　国軍再編会議（軍隊整理会議、編遺会議？）
  - 3月　中国国民党・三全大会（南京）
  - 3月　蔣桂戦争（張発奎・李宗仁・白崇禧・李済琛・広西派・広西軍・桂軍）→5月　粤桂戦争（蔣介石・陳済棠（広東軍）VS李宗仁（護党救国軍））→いずれも李宗仁の負け
  - 5月　馮玉祥（護党救国軍・西北派・西北軍）・蔣馮戦争→唐生智が蔣介石側についたので馮側の負け（閻は、揺れ動く）
  - 10月　宋哲元・孫良誠（西北軍・西北派）・閻錫山・馮玉祥・蔣馮戦争→閻の寝返りで蔣の勝利
  - 12月　唐生智・石友三（護党救国軍）→蔣と閻の勝利
- 1930年
  - 3月　三期三中全会（南京）
  - 4～5月　閻錫山（総司令）・馮玉祥（副総司令）・李宗仁（副総司令）・傅作義
  - 8～9月　北平国民政府（主席・閻錫山）（北平拡大会議・中国国民党中央（党）部拡大会議）＋改組派（汪兆銘・陳公博）・西山会議派・安福派
  - →中華民国約法草案（いわゆる太原約法草案）の起草
  - 9月　張学良、南京政府擁護の通電
  - 11月　三期四中全会（南京）
  - 蔣の勝利後、汪兆銘・陳公博は、香港へ。改組派も解散

### 中原大戦の始期と終期について
中原大戦の始期と終期については、日本語の各文献において、大きく異なる記述が見られる。例えば、以下のとおりである。
- 中国近現代史・小島晋治・丸山松幸・岩波新書（黄336）・1986年
  - 5月から半年間（125ページ）、4月開始（巻末年表の15ページ）
- 蔣介石・保阪正康・文春新書040・平成11年
  - 9月1日（蔣の総攻撃開始）から12月（148ページ）
- 中華民国・横山宏章・中公新書1394・1997年
  - 5月から（178ページ、303ページ）8ヶ月以上（181ページ）
- 中国近現代史（上・下）・姫田光義他・東京大学出版会・1982年
  - 3月から10月（上343ページ）、5月（閻・馮への総攻撃を発令）から10月（下・年表34ページ）
- 中国の歴史10・菊池秀明・講談社・2005年
  - 4月から（285ページ）10月には大勢が決した（287ページ）、5月から9月（巻末年表、ページ数の記載はなし）
- 近代中国関係史年表・岩波書店・2006年
  - 5月11日（蔣、閻・馮への総攻撃を命ずる。463ページ）から11月4日（閻・馮、太原の陸海空軍司令部解消を通電。465ページ）
- 世界歴史大系・中国史5・山川出版社・2002年
  - 5月から10月（159ページ）

### 引用文献
1. ↑  Worthing 2016, p. 132.
2. ↑  Taylor 2009, p. 48.
3. ↑  Worthing 2016, p. 51.
4. ↑  Worthing 2016, p. 117.
5. ↑  Taylor 2009, p. 85.
6. ↑  Taylor 2009, p. 86.
7. ↑  Lipman 2011, p. 174–75.
8. ↑  Worthing 2016, p. 133.
9. 1 2 3  Worthing 2016, p. 136.
10. 1 2  Worthing 2016, p. 132–135.

### 関係資料
- Eastman, Lloyd E. (1986). The Nationalist Era in China, 1927–1949. Cambridge: Cambridge University Press. ISBN 0521385911
- Lipman, Jonathan N. (2011). Familiar Strangers: A History of Muslims in Northwest China. Seattle: University of Washington Press. ISBN 0295800550
- Taylor, Jay (2009). The Generalissimo. Cambridge: Harvard University Press. ISBN 0674033388
- Worthing, Peter (2017). General He Yingqin: The Rise and Fall of Nationalist China. Cambridge: Cambridge University Press. ISBN 9781107144637